# Louis Clément François Breguet
Pour les articles homonymes, voir Louis Breguet et Breguet.
Louis Clément François Breguet alias Louis Clément ou Louis François, né le 22 décembre 1804 à Paris où il est mort le 27 octobre 1883, est un horloger et physicien français établi à Paris au 39, quai de l'Horloge. 

## Biographie

### Famille
Né Louis Clément François Venture le 22 décembre 1804 à Paris, il prend le patronyme de son père après le mariage de ses parents, Jeanne Françoise Venture et Antoine Louis Breguet. Il est le petit-fils d'Abraham Breguet et l'oncle de Sophie Berthelot, femme du biochimiste et homme politique Marcellin Berthelot et à ce titre première femme enterrée au Panthéon, à côté de son époux.

### Activité professionnelle
Après des études au lycée Condorcet, il participe avec le physicien Antoine Masson à la mise au point d'une bobine d'induction, perfectionnée par Heinrich Daniel Ruhmkorff et qui le rendit célèbre (bobine de Ruhmkorff). En 1844, il développa avec Alphonse Foy un télégraphe électrique à aiguille, le télégraphe de Foy et Breguet, qui améliore celui de Charles Wheatstone et William Cooke et sera utilisé par les chemins de fer.
Il fabrique également un miroir tournant, utilisé par Léon Foucault et par Hippolyte Fizeau pour mesurer la vitesse de la lumière en 1850.
Son fils Antoine Breguet (1851-1882) est aussi un grand inventeur, spécialiste de la dynamo électrique, du téléphone, enseignant à la Sorbonne et à l'École pratique des hautes études (EPHE) ainsi que directeur de la Revue scientifique. À tout juste trente ans, Antoine est nommé  chef du Service des Installations à la première Exposition internationale de l’électricité et au Congrès des électriciens qui se tiennent à Paris en 1881. Avec Clément Ader, il présente le « théâtrophone », audition téléphonique de l’Opéra, qui constitue le plus grand succès de l’Exposition internationale. Antoine Breguet meurt d'épuisement en 1882.

### Mort
Louis Clément François Breguet meurt en 1883 au 39, quai des Horloges dans la maison dans laquelle son grand-père s'était établi horloger en 1775 (voir maison d'horlogerie Bréguet). Il est inhumé au cimetière du Père-Lachaise dans la chapelle familiale (division 11) aux côtés de son grand-père Abraham († 1823) et de son fils Antoine († 1882), polytechnicien, directeur de la société anonyme Bréguet, rue Didot, mort prématurément à l'âge de 31 ans.

### Distinctions et hommage posthume
- Officier de la Légion d'honneur[Quand ?].

Il est élu membre libre de l'Académie des sciences en 1874.
Son nom est inscrit sur la Tour Eiffel.

## Descendance de Louis Clément François Breguet
Parmi les nombreux descendants de Louis Breguet, on rencontre plusieurs personnalités notables.
- Louis Clément François Breguet (1804-1883), horloger à Paris, épouse en 1833 Eugénie Caroline Lassieur (1815-1889).
  - Louise Breguet (1847-1930) épouse en 1868 Ludovic Halévy (1834-1908), dramaturge, romancier, membre de l'Académie française.
    - Daniel Halévy (1872-1962), essayiste et historien, épouse en 1898 Marianne Vaudoyer.
      - Françoise-Hélène Halévy (1900-1993) épouse en 1901 Louis Joxe (1901-1991), homme politique.
        - Alain Joxe (1931) épouse en 1953 Françoise Mallet-Joris (1930-2016).
        - Pierre Joxe (1934), homme politique.

  - Antoine Breguet (1851-1882), ingénieur, épouse en 1877 Marie Eugénie Dubois (1858-1903).
    - Madeleine Camille Breguet (1878-1900) épouse en 1898 Jacques Bizet (1872-1922), fils du compositeur Georges Bizet
    - Louis Charles Breguet (1880-1955), avionneur, épouse en 1902 Nelly Henriette Julia Girardet (1881-1941).
      - Antoine Breguet (1903-1989) épouse en 1930 Meryem Collier de La Marlière (1904-1943).
        - Martine Breguet (1931) épouse en 1956 André Célarié (1922), journaliste.
          - Meryem Célarié (1957) dite Clémentine Célarié, actrice.

      - Pierre Breguet (1918-1993) épouse Nicole Larue.
        - Édith Breguet (1945) épouse Olivier Mitterrand (1943)
          - Marie Mitterrand (1968)

    - Jacques Eugène Henri Breguet (1881-1939)

  - Madeleine Breguet (1853-1877) épouse en 1872 Jules Antoine Charles Taschereau (1843-1918)
    - Henriette Caroline Taschereau (1853-1877) épouse en 1900 Albert Comte